# Safia El Aaddam
Safia El Aaddam   (Tarragona, 17 de juliol de 1995) és una filòloga, escriptora i activista antiracista catalana d'ascendència amazic, coneguda a les xarxes socials amb el pseudònim d'hijadeinmigrantes. Ha publicat dos llibres, la novel·la Hija de inmigrantes (2022) i l'assaig España ¿racista? (2024).

## Trajectòria
Va néixer a Tarragona el 1995. Els seus pares van emigrar del nord d'Àfrica a Catalunya a la dècada del 1980. Va estudiar filologia àrab i hebrea a la Universitat de Barcelona, a més d'un màster en Intervenció Social i Atenció a la Infància i Adolescència, pel qual exerceix d'educadora social amb joves migrants.
Tot i haver nascut i residint a l'Estat espanyol per més de dues dècades, no va ser fins a complir els 27 anys que va aconseguir tenir la ciutadania espanyola, fet que l'ha portat a denunciar la discriminació i el racisme que pateixen els fills i filles de persones migrants a través del seu àlies, «hijadeinmigrantes», que és el nom que utilitza al seu blog i a les xarxes.
El Aaddam ha impulsat iniciatives de solidaritat entre persones amb ciutadania espanyola reconeguda i persones sense nacionalitat reconeguda com «Cedeix-nos el vot», per facilitar que persones sense nacionalitat espanyola puguin votar a les eleccions o «Compra antiracista», amb què es van atendre més de 3.000 persones durant el confinament originat per la pandèmia de covid.
Hija de inmigrantes (2022) va ser la primera novel·la en castellà, un relat de ficció en clau autobiogràfica en què s'aborden les experiències de tres generacions. Es representen el dol i la nostàlgia de les famílies que emigren, els somnis i l'esperança de trobar un futur millor per a les seves criatures i també el xoc d'expectatives entre unes generacions i altres i les possibilitats reals que ofereix l'entorn excloent, així com el seu impacte en la salut mental. El 2024 va publicar l'assaig titulat España ¿racista? on aprofundeix les arrels del racisme sistèmic i explica com espais que haurien de ser segurs (escoles, centres de salut o els serveis socials), són en realitat en grans enemics per als col·lectius vulnerables.